# Saint-Laurent-sur-Gorre
Saint-Laurent-sur-Gorre è un comune francese di 1 511 abitanti situato nel dipartimento dell'Alta Vienne nella regione della Nuova Aquitania.

## Società

### Evoluzione demografica
Abitanti censiti